# Авторское право в Европейском союзе
Авторское право Европейского союза на данном этапе развития унифицирует и гармонизирует авторские и смежные права государств-членов ЕС. Для этих целей Европейский совет принял ряд директив, требующих от государств-членов достижения определённых целей путём реализации их в своих национальных законодательствах. Также этому способствуют постановления Суда Европейского Союза (в том числе в Европейского суда и Европейского трибунала). Директивы ЕС передаются на согласование законов государств-членов Европейского Союза.

## История
Попытки согласовать законы об авторском праве в Европе можно отнести к подписи Бернской конвенции об охране литературных и художественных произведений от 9 сентября 1886 года. Все государства-члены Европейского Союза, подписали Бернскую конвенцию и соблюдение её распоряжений теперь является одним из обязательных условий для вступления в ЕС. Первый крупный шаг предпринятый Европейским экономическим сообществом по гармонизации законов об авторских правах начался с решения применить общий стандарт для защиты авторских прав компьютерных программ, принятого в Директиве компьютерных программ в 1991 году, а также было принято решение увеличить срок авторского права до 70 лет после смерти автора, это произошло в 1993 году благодаря Директиве продления авторских прав.
Реализация директив в области авторского права была более тяжёлым шагом, чем для многих других субъектов, как это можно видеть по шести решениям за неисполнение транспозиции Директивы об авторском праве. Традиционно, авторские права значительно различаются между государствами-членами, в частности между странами из Англосаксонской правовой семьи (Кипр, Ирландия, Мальта и Великобритания) и странами романо-германской правовой семьи. Изменения в авторском праве также были связаны с протестами против ВТО и глобализации в целом.

## Директивы в области авторского права
В Евросоюзе отношения в области охраны интеллектуальной собственности регулируются некоторыми директивами. В области авторского права процессы унификации и гармонизации связаны, прежде всего, с правовой охраной авторских и смежных прав, компьютерных программ и баз данных.
- Директива 91/250/EEC от 14 мая 1991 года «О правовой охране программ для ЭВМ» — положения директивы предписывают государствам-членам ЕС осуществлять посредством авторского права охрану компьютерных программ как литературных произведений в том виде, как этот термин понимается в Бернской конвенции[2].
- Директива 92/100/EEC от 19 ноября 1992 года «О праве на прокат и праве на предоставление в безвозмездное временное пользование и некоторых правах, относящихся к авторскому праву в области интеллектуальной собственности» — соответствует положениям внутреннего рынка Римского договора. Директива описывает право аренды и кредитования как часть защиты авторских прав, а также устанавливает минимальные стандарты для защиты смежных прав исполнителей, фонограмм, кинопродюсеров и вещательных организаций.
- Директива 93/83/EEC от 27 сентября 1993 года «О согласовании некоторых норм авторского права и прав, относящихся к авторскому праву, применимых к эфирному вещанию через спутник и к ретрансляции по кабелю» — регулирует применение авторского права и смежных прав в спутниковом и кабельном телевидение в Европейском Союзе. Эта директива, как и предыдущая была принята с целью соответствия с положениями внутреннего рынка Римского договора.
- Директива 93/98/EEC от 29 октября 1993 года «О гармонизации срока действия охраны авторского права и некоторых смежных прав» — целью директивы стало приведение к единству срока охраны авторских прав в государствах-участниках ЕС (50 лет).
- Директива 96/9/EC от 11 марта 1996 года «О правовой охране баз данных» — охрана авторского права для баз данных, признанных оригинальными, и новое sui generis право по неоригинальным базам данных.
- Директива 2001/29/EC от 22 мая 2001 года «О гармонизации некоторых аспектов авторского права и смежных прав в информационном обществе» — реализация Договора ВОИС по авторскому праву и гармонизация различных аспектов авторского права по всей Европе, в том числе ограничений и исключений в авторском праве.
- Директива 2001/84/EC от 27 сентября 2001 года «О праве перепродажи для получения выгоды автором оригинального произведения искусства» — принята для унификации законов в сфере перепродажи прав на произведения, так как не во всех странах ЕС автор получал роялти от перепродажи.
- Директива 2004/48/EC от 29 апреля 2004 года «О реализации прав на интеллектуальную собственность» — направлена на борьбу с контрафактом и пиратством на внутреннем рынке путём унификации законов в этой сфере.
- Директива об авторском праве на Едином цифровом рынке (проект 2016/0280, вступила в силу 7 июня 2019 года) — направлена на защиту печатных изданий, сокращение разрыва между прибылью, получаемой интернет-платформами и создателями контента, поощрение сотрудничества между этими двумя группами и создание исключений из авторского права для анализа текста и данных[3].

## Защита авторских прав
Следующие права авторов защищены законодательством Европейского Союза:
- право воспроизведения для авторов, исполнителей, производителей фонограмм, фильмов и вещательных организаций[4];
- право на обнародование для авторов, исполнителей, производителей фонограмм и фильмов, и вещательных организаций[5];
- право размещения для авторов[6] и для исполнителей, производителей фонограмм и фильмов, и вещательных организаций[7];
- право на запись для исполнителей и вещательных организаций[8];
- право аренды и/или кредитования для авторов, исполнителей, производителей фонограмм и фильмов[9], с обусловленным правом справедливой денежной компенсации за кредитование и/или аренду для авторов и исполнителей[10];
- право вещания для исполнителей, производителей фонограмм и вещательных организаций[11];
- право на спутниковое вещание для авторов, исполнителей, производителей фонограмм и вещательных организаций;
- право воспроизведения компьютерных программ, распространение и прокат для авторов[12].

Обычно личные неимущественные права являются прерогативой национальных законов государств-членов, хотя часть стран классифицирует некоторые из вышеперечисленных прав, особенно право на обнародование как часть личных неимущественных прав автора, а не имущественных прав.

### Срок охраны авторских прав
Права автора защищены в течение всей его жизни и на протяжении ещё семидесяти лет после его смерти. Для фильмов и других аудиовизуальных произведений семидесятилетний период применяется от смерти последнего автора работы, на основании национального законодательства государства-члена: главного режиссёра (который всегда считался автором аудиовизуального произведения), сценариста и композитора, если он писал музыку специально для использования в кинематографическом или аудиовизуальном произведении.
Защита прав театральных деятелей длится в течение 70 лет с момента показа театрального произведения. Права производителей фонограмм длятся в течение 70 лет после обнародования фонограммы или в течение 70 лет после её создания, если она не была обнародована. Права кинопродюсеров длятся в течение 50 лет после передачи фильма на публикацию, или в течение 70 лет после его создания, если он никогда не был выставлен на всеобщее обозрение в течение этого периода. Права вещательных организаций длятся в течение 70 лет после первой передачи в эфир.
До этого срок охраны произведений составлял 50 лет, но Европейская комиссия предложила продлить права исполнителей на 95 лет, но в итоге Европейский парламент принял Директиву 2006/116/EC, увеличившую срок до 70 лет.
В странах, где срок охраны произведений занимал более длительный период защиты в соответствии с национальным законодательством на 1 июля 1995 года, срок не укорачивался. Говоря иначе, эти понятия охраны авторского права применяются ко всем работам, которые были защищены государствами-членами Европейской экономической зоны с 1 июля 1995 года. Данное положение имело своё воздействие на восстановление авторского права на некоторые произведения, которые стали достоянием общественности в странах с более короткими сроками авторских прав. Директива ЕС об авторском праве изменила срок защиты фонограмм, считая его со дня публикации, а не с более ранней даты выставления произведения на показ, но не восстановило защиту фонограмм, которые стали достоянием общественности в рамках прежних правил. Все периоды защиты действуют до 31 декабря того года, в котором истекает их срок действия.

### Право перепродажи
Директива 2001/84/EC «О праве перепродажи…» позволила авторам напрямую получать роялти при перепродажах их работ. Это право, когда-то известное под французским названием Droit de suite (рус. Право следования), является личным для автора и может передаваться только по наследству. Оно рассчитывается как доля от цены перепродажи (за вычетом налога), которая определяется следующим образом:
- 4 % (5 % по решению государства-члена ЕС) за часть перепродажной цены до 50 000 евро включительно;
- 3 % за часть перепродажной цены от 50 000,01 до 200 000 евро включительно;
- 1 % за часть перепродажной цены от 200 000,01 до 350 000 евро включительно;
- 0,5 % за часть перепродажной цены от 350 000,01 до 500 000 евро включительно;
- 0,25 % за часть перепродажной цены свыше 500 000 евро.

Полный гонорар ограничивается в 12 500 евро, что соответствует перепродаже в 2 млн евро (2000 за первую часть в 50 000 евро, 4500 за вторую часть в 150 000 евро, 1500 за третью часть в 150 000 евро, 750 за четвёртую часть в 150 000 евро, максимум 3750 за часть, превышающую 500 000 евро, которая составит 1 млн 500 тыс. евро). Одновременно предъявляется минимальная цена, которая позволяет характеризовать сделку как перепродажу; она не должна превышать 3000 евро. Если такая цена установлена ниже 3000 евро, одновременно государством-членом ЕС должна быть определена положенная автору доля от цены, которая не должна быть менее 4 %.

### Права на базы данных
На основе Директивы 96/9/EC «О правовой охране баз данных» руководство создало sui generis защиту для баз данных, которые не соответствуют критерию оригинальности для защиты авторских прав. Директива специально предназначена для создания в государствах-членах ЕС защиты «вложенных человеческих, технических и финансовых ресурсов» в создание баз данных, тогда как в законах многих государств-членов создание баз данных не считается оригинальной работой и не защищается авторским правом. Для оценки уровня оригинальности, база данных должна показать «качественные и/или количественные значительный вклад в создание, контроль или презентацию содержания». Автор имеет право «предотвращать извлечение и/или повторное использование всех данных или их значительной части, оценивать качественно и/или количественно содержимое этой базы данных». Право также позволяет изъятие несущественных частей содержимого, если они противоречат нормальному использованию базы данных или необоснованно вредят законным интересам создателя базы данных.
Государства-члены могут ограничить это право в следующих случаях:
- извлечение для частного использования от неэлектронной базы данных;
- извлечение для целей преподавательской или исследовательской работы, в объёме, оправданном поставленной некоммерческой целью;
- извлечение и/или повторное использование для нужд общественной безопасности или в административном или судебном порядке.

Права доступа к базе данных длятся на протяжении 15 лет, однако каждое существенное изменение базы данных запускает новый срок правовой охраны этой базы данных на 15 лет.

## Ограничения
Временное копирование, являющееся результатом передачи произведения или его законного использования не распространяется на исключительные права воспроизведения.
Государства-члены могут осуществлять другие ограничения из списка, представленного в Статье 5 Директивы 2001/29/EC, или сохранять ограничения, которые на национальном уровне вступили в силу до 22 июня 2001 года.
Допускаются ограничения:
- На бумажные репродукции путём фотокопирования или с помощью аналогичных методов, кроме нот, если есть компенсации для правообладателей;
- На репродукции, выполненные для частного и некоммерческого использования, если нет компенсации правообладателям;
- На репродукции путём публичных библиотек, образовательных учреждений или архивов для некоммерческого использования;
- На сохранение записи радиопередач в официальных архивах;
- На репродукции радиопередач, социальных, некоммерческих учреждений, таких как больницы и тюрьмы, если нет компенсации правообладателям;
- Использование в качестве иллюстрации для обучения или научного исследования, в объёме, оправданном поставленной некоммерческой целью;
- Использования, напрямую связанные с нетрудоспособностью, в объёме, оправданном недееспособности;
- На обзоры прессы и новостей;
- На котировки в целях критики или обзора;
- Использования для нужд общественной безопасности или в административных, парламентских или судебных процедур;
- Использования в политических речах и выдержках из публичных лекций, в объёме, оправданном общественной информации;
- Использования во время религиозных или официальных церемоний;
- На виды использования произведений, таких как архитектура или скульптура, которые постоянно находятся в общественных местах;
- На случайное внесение в другое произведение;
- Использование для рекламы публичной выставки или продажи произведений искусства;
- На карикатуры, пародии или стилизации;
- Использование в связи с демонстрацией или ремонтом оборудования;
- Использование охраняемого произведения (например, планы) на реконструкцию здания;
- На связь работ в помещениях общедоступных библиотек, учебных заведений, музеев или архивов.

Никакие новые ограничения не могут вступить в силу после 22 июня 2001 года за исключением разрешённых ограничений, заданных в Директиве об авторском праве. Ограничения могут быть применены только в «определенных особых случаях, которые не противоречат нормальному использованию произведения или другого предмета и не ущемляют законные интересы правообладателя». Однако во время составления Договора ВОИС по авторскому праву и по Договору ВОИС по исполнителям и фонограммам было решено, что эта формулировка «не ограничивает и не расширяет сферу применения ограничений и исключений, допускаемых Бернской конвенцией».

## Защита прав
Исполнение Директивы 2004/48/EC «О реализации прав на интеллектуальную собственность» охватывает средства правовой защиты, которые доступны в гражданских судах. Германия, например, признает использует так называемую систему GEMA Vermutung, в соответствии с которой бремя доказательства возлагается на предполагаемого нарушителя в судебном процессе.

## Монополии коллективного управления
Коллективное управление в Европейском Союзе обычно монополизируют в соответствующих национальных рынках. Некоторые страны создают законные монополии, в то время как другие признают эффективными монополии на основе подзаконных актов. В Австрии общество авторов, композиторов и издателей (Gesellschaft der Autoren, Komponisten und Musikverleger, AKM) имеет законную монополию. Немецкий закон признает GEMA в качестве эффективной монополии, и следовательно бремя доказательства лежит на обвиняемом нарушителе, которому необходимо доказать, что произведение, авторские права на которое он нарушил, не находится в управлении GEMA.

### Правовые
- Council of the European Union. Council Directive 93/98/EEC of 29 October 1993 harmonizing the term of protection of copyright and certain related rights (англ.). EUR-Lex. Дата обращения: 17 января 2016.
- Council of the European Union. Directive 2001/84/EC of the European Parliament and of the Council of 27 September 2001 on the resale right for the benefit of the author of an original work of art (англ.). EUR-Lex. Дата обращения: 17 января 2016.
- Council of the European Union. Directive 2001/29/EC of the European Parliament and of the Council of 22 May 2001 on the harmonisation of certain aspects of copyright and related rights in the information society (англ.). EUR-Lex. Дата обращения: 17 января 2016.
- Council of the European Union. Council Directive 92/100/EEC of 19 November 1992 on rental right and lending right and on certain rights related to copyright in the field of intellectual property (англ.). EUR-Lex. Дата обращения: 17 января 2016.
- Council of the European Union. Directive 2009/24/EC of the European Parliament and of the Council of 23 April 2009 on the legal protection of computer programs (Codified version) (Text with EEA relevance) (англ.). EUR-Lex. Дата обращения: 17 января 2016.
- Council of the European Union. Directive 96/9/EC of the European Parliament and of the Council of 11 March 1996 on the legal protection of databases (англ.). EUR-Lex. Дата обращения: 17 января 2016.